# Teixeira (Paraíba)
Teixeira é um município brasileiro do estado da Paraíba, localizado na Região Geográfica Imediata de Patos e integrante da Região Metropolitana de Patos. De acordo com o IBGE (Instituto Brasileiro de Geografia e Estatística), no ano de 2024 sua população foi estimada em 15 082 habitantes. Sua área territorial é de 114 km².
Parte do município está incluída na área do Parque Nacional da Serra do Teixeira, um parque nacional e unidade de conservação brasileira de proteção integral à natureza, que além de Teixeira, estende-se por outros 11 municípios alcançando uma área total de 61 095 hectares.

## História
O povoamento do Teixeira se deu como consequência do projeto de ocupação do Governo Geral para o interior da Paraíba, após a expulsão dos holandeses. O governador-geral incentivara os baianos para o referido projeto de ocupação, resultando que um bom número de bandeirantes da Bahia subam pelo Pajeú em demanda de terras não ocupadas. A serra do Teixeira já vinha sendo atingida pelos grileiros da Casa da Torre, que subiam o mesmo Pajeú.
O principal fundador do povoado foi Manuel Lopes Romeu, ou Romeira, proprietário em Natuba, o qual se passou com a família a Sabugi em meados do século XVIII. Homem dado a caçadas, foi à serra em apreço onde encontrou o manancial hoje conhecido pelo nome Cacimba de Baixo, ao pé da atual cidade. Sombreava a fonte, altaneiro e anoso angico, no qual zumbiam três colmeias de uma espécie de abelhas denominadas Canudos, dando o caçador ao local a expressiva denominação Olho-d'água dos Canudos, depois abreviado em Canudos.
Conservou a tradição que, tendo Romeu se demorado na excursão, sua mulher Verônica Lins, tomada de receios, com uma filha e várias serviçais demandaram a serra, abrindo uma vereda que atingiu o platô. Dormiram a meia encosta. Alta noite apareceu uma onça que foi morta a golpes de facão pelas  duas mulheres. A trilha transformou-se numa estrada, ainda hoje conhecida pela antiga denominação: ladeira da Onça. Encontrando-se com o marido, manifestou-lhe este desejo para ali se transportar com a família e logo o fez, começando a situar-se.
Notando que precisava de um caminho por onde mais rápido o local se comunicasse com o sertão, a N.E., foi ainda a mulher auxiliada pela filha, quem imaginou o traçado e o executou, conservando até os dias atuais a denominação de estrada da Verônica. Manuel Lopes e seu irmão João Leitão compraram a sesmaria e iniciaram a povoação de Canudos, nome que não pôde sobrepujar ao da Serra do Teixeira, finalmente Teixeira.

## Geografia
Quando em 1949, a Lei nº 318 aprovou a divisão territorial na Paraíba com 41 municípios, Teixeira já integrava a divisão político-administrativa do estado. Na década de 1950, o município, além da sede, possuía quatro distritos: Desterro, Mãe D'Água, Imaculada e Cacimbas.
A partir de 1959, com a instalação de uma política municipalista adotada pelo governo brasileiro, com a repercussão na Paraíba, os citados distritos foram desmembrados, passando a condição de cidade, nessa ordem cronológica: Desterro e Cacimbas (1959), Mãe D'Água (1961), Imaculada (1965), Matureia (1995). O município de Teixeira integra a microrregião geográfica da Serra do Teixeira que compõe a mesorregião do Sertão Paraibano.
A posição geográfica do município de Teixeira é determinada pelo paralelo de 07º13'22 de latitude sul (S), em sua interseção com o meridiano de 37º15'15 de longitude oeste (O). Limita-se ao norte com o município de São José do Bonfim, ao leste com Desterro, a oeste com Matureia e Mãe D'Água e, ao sul, com o estado de Pernambuco (Itapetim e Brejinho). A distância entre a cidade de Teixeira e João Pessoa (capital), via Patos, é de 325 km e, via Taperoá, de 308 km.
O município está incluído na área geográfica de abrangência do semiárido brasileiro, definida pelo Ministério da Integração Nacional em 2005. Esta delimitação tem como critérios o índice pluviométrico, o índice de aridez e o risco de seca.
| Dados climatológicos para Teixeira    | Dados climatológicos para Teixeira | Dados climatológicos para Teixeira | Dados climatológicos para Teixeira | Dados climatológicos para Teixeira | Dados climatológicos para Teixeira | Dados climatológicos para Teixeira | Dados climatológicos para Teixeira | Dados climatológicos para Teixeira | Dados climatológicos para Teixeira | Dados climatológicos para Teixeira | Dados climatológicos para Teixeira | Dados climatológicos para Teixeira | Dados climatológicos para Teixeira |
| Mês                                   | Jan                                | Fev                                | Mar                                | Abr                                | Mai                                | Jun                                | Jul                                | Ago                                | Set                                | Out                                | Nov                                | Dez                                | Ano                                |
| ------------------------------------- | ---------------------------------- | ---------------------------------- | ---------------------------------- | ---------------------------------- | ---------------------------------- | ---------------------------------- | ---------------------------------- | ---------------------------------- | ---------------------------------- | ---------------------------------- | ---------------------------------- | ---------------------------------- | ---------------------------------- |
| Precipitação (mm)                     | 91,1                               | 136,7                              | 212                                | 159                                | 71,5                               | 29,4                               | 14,1                               | 5,6                                | 4,2                                | 5,3                                | 14,9                               | 38,1                               | 781,9                              |
| Fonte: Atlas Pluviométrico da Paraíba |                                    |                                    |                                    |                                    |                                    |                                    |                                    |                                    |                                    |                                    |                                    |                                    |                                    |

## Demografia
A população da cidade cresceu até por volta de 1950 quando chegou a ter mais de 30 mil habitantes, depois disso passou por um período de decréscimo. Migrações e desmembramentos favoreceram essa redução. A população atual é de cerca de 15 mil habitantes.
| Fonte: IBGE |

## Filhos ilustres
- Jackson Ribeiro
- Severina Gomes da Silva
- Zé Limeira

## Eventos
- Pedala Teixeira — evento de ciclismo que abrange a região. A primeira edição ocorreu em 27 de agosto de 2017, e teve um percurso de 45km, em homenagem ao jovem Pedro Ewerton, um dos primeiros incentivadores da prática na cidade.[11]